# Dimorphodes prostasis
Dimorphodes prostasis är en insektsart. Dimorphodes prostasis ingår i släktet Dimorphodes och familjen Phasmatidae.

## Underarter
Arten delas in i följande underarter:
- D. p. serripes
- D. p. prostasis
- D. p. asper
- D. p. dorsatus
- D. p. flabellatus
- D. p. gibbonotus
- D. p. sarasini